# نقده‌دوزی
نقده‌دوزی، نمونه‌ای از هنر سنتی ایران است.
نقده‌دوزی از عوامل تزیین پارچه در ایران بوده که از دورهٔ هخامنشیان رواج داشته و طرح‌هایی مانند گلدان وحشی، سروی، درختی، گل و مرغ، بته‌جقه، اسلیمی و ستاره‌های پنج، شش، هشت و دوازده پَر با نخ طلا روی پارچه‌های ابرشیمی، کتان، چلوار وحشی، پشمی، مخمل و ماهوت کار می‌شد.

## تاریخچه
این رودوزی در دورهٔ اشکانیان و ساسانیان همراه با گلابتون و ده‌یک‌دوزی (که هنری در حال منسوخ شدن است) رواج داشت. «شاردن» و «مارکوپولو» نیز در سفرنامه‌های خود از رواج کامل این سه هنر در دوران صفوی یاد کرده‌اند.

### امروزه
نقده‌دوزی همین حالا هم به‌عنوان بخشی از تزیینات، روی پردهٔ کعبه استفاده می‌شود و هنوز هم در بخش‌هایی از ایران مانند اصفهان، یزد، کاشان، کرمان، تهران، قزوین، بندرعباس، کردستان و خوزستان تا حدی رواج دارد.